# 長冠羊舌鮃
長冠羊舌鮃（学名：Arnoglossus macrolophus），又名扁魚、皇帝魚、半邊魚、比目魚，为輻鰭魚綱鰈形目鰈亞目鮃科羊舌鮃屬下的一个种，為熱帶海水魚，棲息深度18-141公尺，分布於印度西太平洋區，從紅海、波斯灣至新喀里多尼亞海域，體長可達13公分，棲息在沙石、泥底質底層水域，以底棲生物為食，生活習性不明，可作為食用魚。

## 扩展阅读
- 維基物種上的相關：長冠羊舌鮃